# 罗特巴赫河 (锡特河支流)
47°22′59″N 9°21′01″E / 47.38302°N 9.35028°E

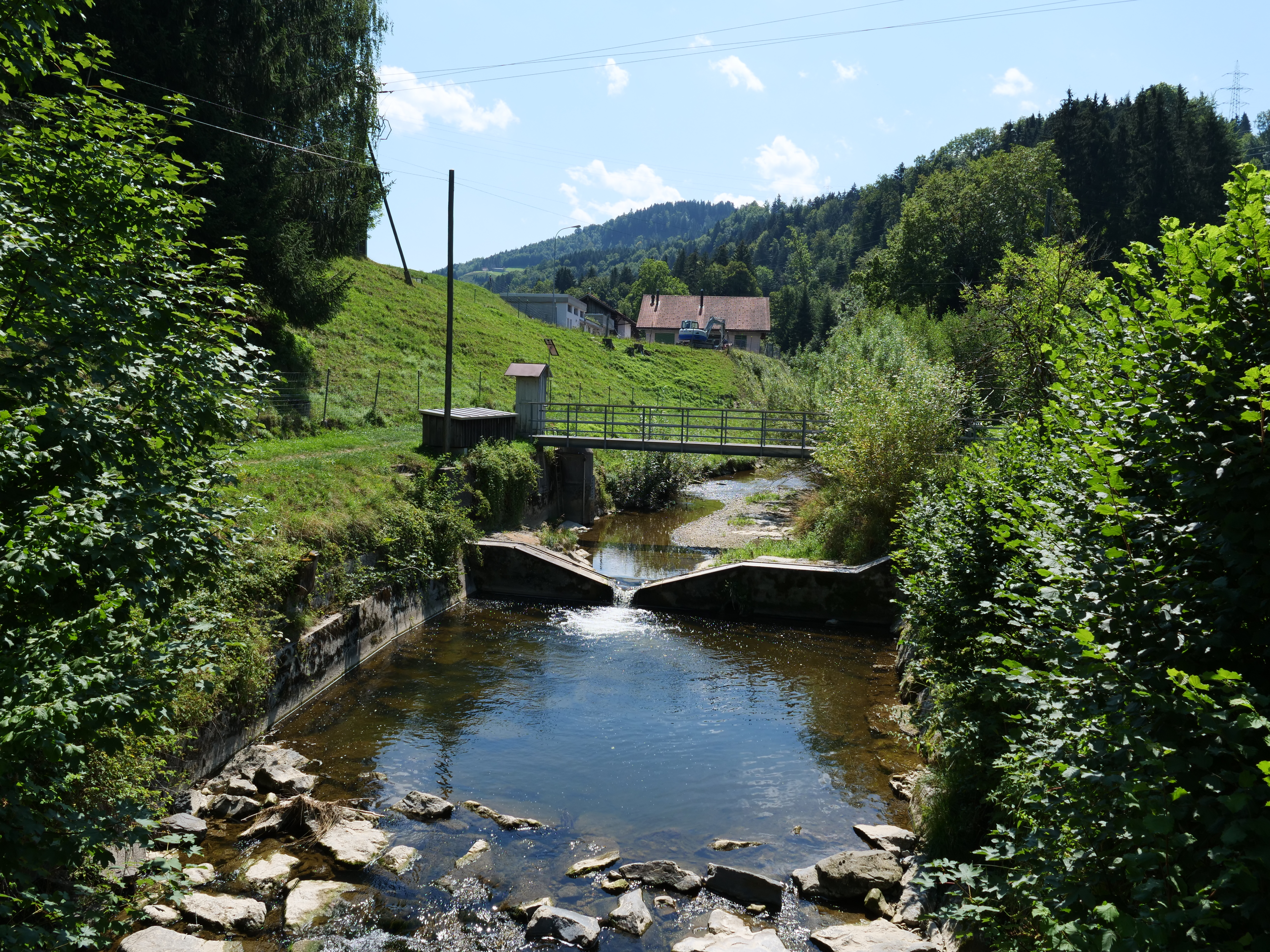

罗特巴赫河（德語：Rotbach）是瑞士的河流，位於該國東北部，流經外羅得阿彭策爾州，屬於錫特河的右支流，河道全長15.5公里，流域面積39.18平方公里，流经盖斯等市镇。